# Philippe Behaghel de Bueren
Jhr. Philippe Albert Anne Antoine François Behaghel de Bueren (Gent, 15 mei 1906 - Forte dei Marmi (Italië), 17 augustus 1986) was een Belgisch volksvertegenwoordiger.

## Levensloop
Philippe Behaghel de Bueren, telg uit de Belgische tak van het geslacht Behaghel, was de zoon van de katholieke volksvertegenwoordiger en senator Gaston Behaghel de Bueren (1867-1938) en Berthe de Bueren (1871-1950). Zijn overgrootvader, Jean-Pierre Behaghel (1787-1858) had in 1822 opname in de Franse adelstand bekomen, onder koning Lodewijk XVIII. Hij had in 1823 de naturalisatie gekregen onder het Verenigd Koninkrijk der Nederlanden en in 1845 adelserkenning onder het Koninkrijk België. Sinds 1921 mochten hij en zijn nakomelingen de naam de Bueren aan hun familienaam toevoegen.
Philippe Behaghel de Bueren, die vrijgezel bleef, behaalde het diploma van doctor in de rechten en werd beroepshalve jurist. In 1936 liet hij zich op een lijst van de fascistische partij Rex tot volksvertegenwoordiger voor het arrondissement Oudenaarde verkiezen en bleef deze functie uitoefenen tot in 1939.